# Saxifraga vandelii
Saxifraga vandelii är en stenbräckeväxtart som beskrevs av Kaspar Maria von Sternberg. Saxifraga vandelii ingår i Bräckesläktet som ingår i familjen stenbräckeväxter. Inga underarter finns listade i Catalogue of Life.